# Командний чемпіонат Європи із шахів 2007
16-й командний чемпіонат Європи із шахів, що проходив з 28 жовтня по 6 листопада 2007 року в м.Іракліон (Греція). Чемпіонат відбувався за швейцарською системою у 9 турів.
Переможцями турнірів стали представники чоловічої та жіночої збірних Росії.

## Фаворити турніру

### Чоловіки

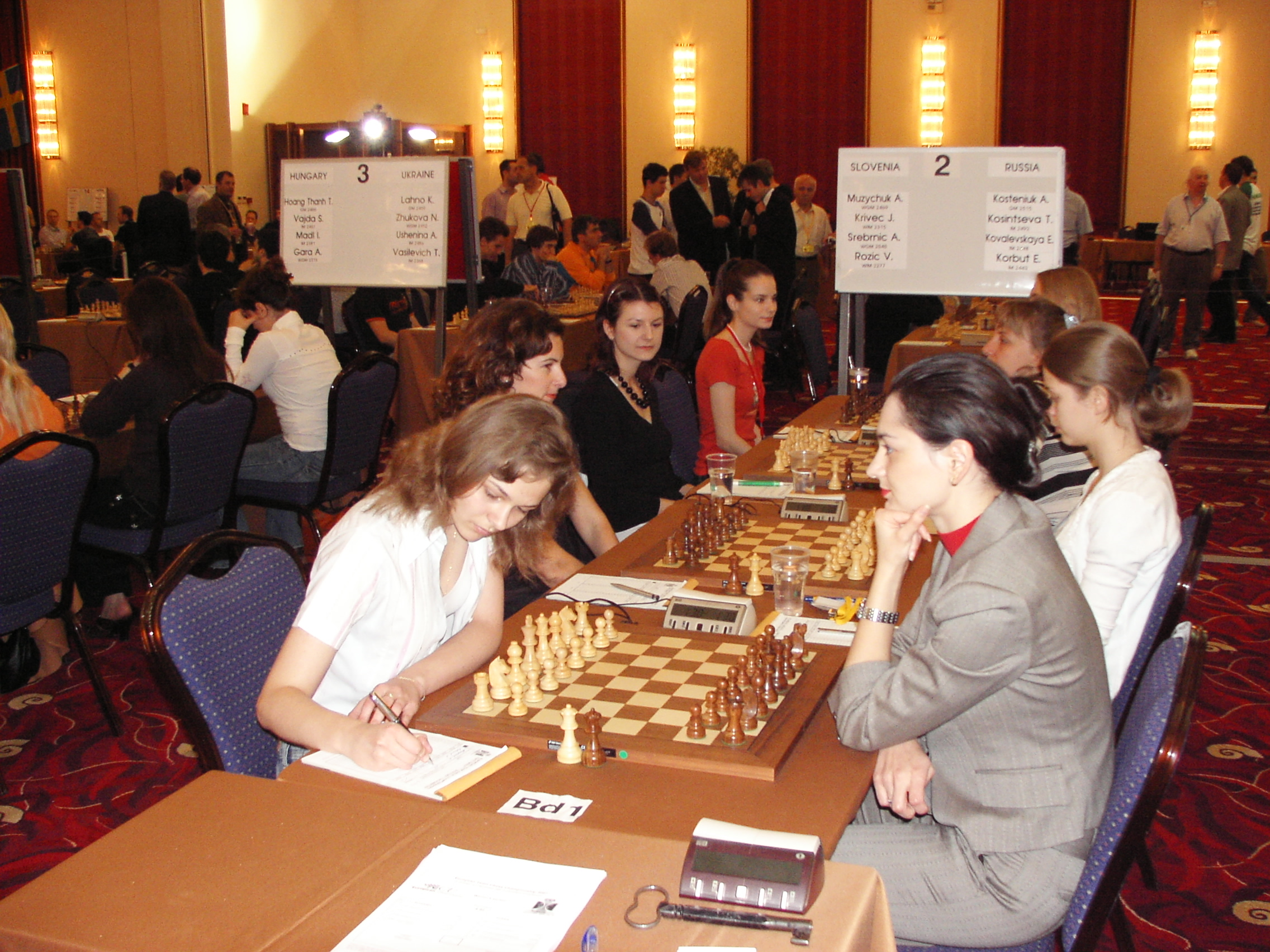
Словенія — Росія (на передньому плані А.Музичук та О.Костенюк)

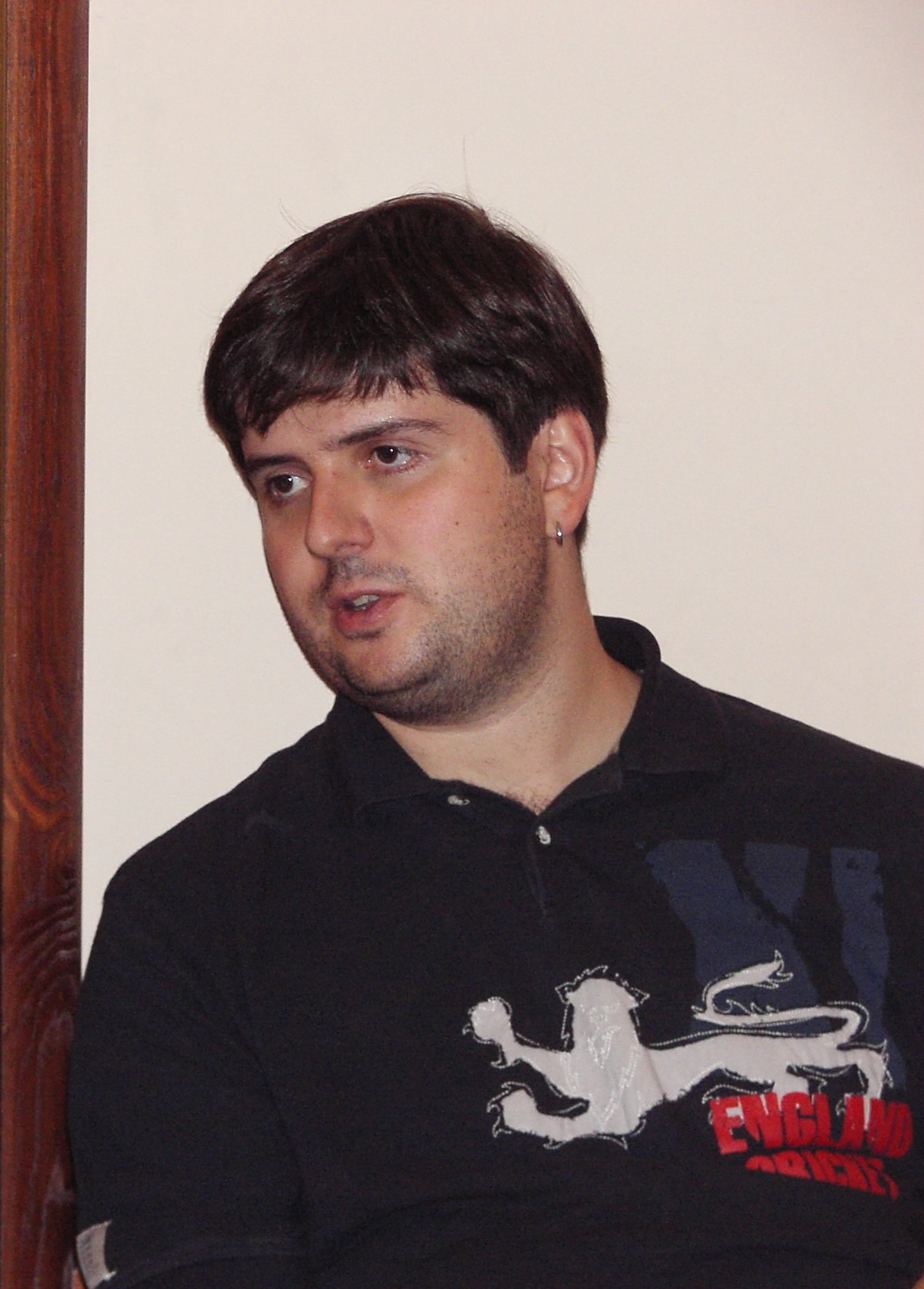
Петро Свідлер

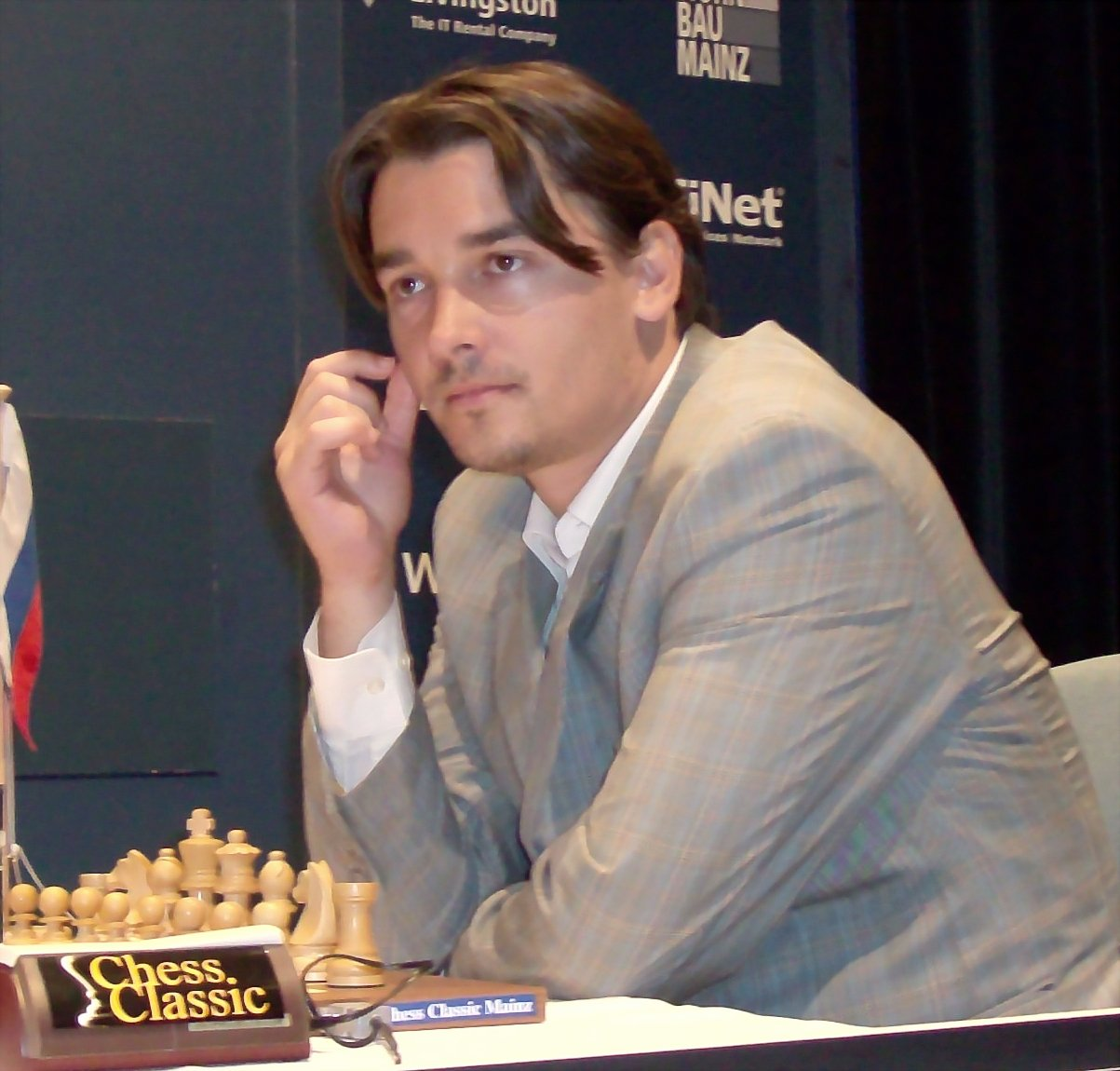
Олександр Морозевич

| №  | Країна      | Середній рейтинг | 1-ша шахівниця            | 2-га шахівниця                | 3-тя шахівниця            | 4-та шахівниця             | Резервна шахівниця         | Капітан            |
| -- | ----------- | ---------------- | ------------------------- | ----------------------------- | ------------------------- | -------------------------- | -------------------------- | ------------------ |
| 1  | Росія       | 2730             | Петро Свідлер (2732)      | Олександр Морозевич (2755)    | Олександр Грищук (2715)   | Євген Алексєєв (2716)      | Дмитро Яковенко (2710)     | Олександр Мотильов |
| 2  | Україна     | 2701             | Василь Іванчук (2787)     | Сергій Карякін (2694)         | Андрій Волокітін (2678)   | Олександр Моїсеєнко (2646) | Олександр Арещенко (2638)  | Володимир Тукмаков |
| 3  | Азербайджан | 2693             | Шахріяр Мамед'яров (2752) | Теймур Раджабов (2742)        | Вугар Гашимов (2663)      | Гадір Гусейнов (2614)      | Рауф Мамедов (2582)        | Фікрет Сідеїфзаде  |
| 4  | Вірменія    | 2690             | Левон Аронян (2741)       | Володимир Акопян (2713)       | Габріел Саркісян (2673)   | Карен Асрян (2623)         | Смбат Лпутян (2633)        | Аршак Петросян     |
| 5  | Болгарія    | 2675             | Веселин Топалов (2769)    | Іван Чепарінов (2670)         | Кирил Георгієв (2649)     | Александр Делчев (2613)    | Борис Чаталбашев (2581)    | Ніколай Велчев     |
| 6  | Франція     | 2661             | Етьєн Бакро (2695)        | Владислав Ткачов (2661)       | Лоран Фрессіне (2654)     | Максим Ваш'є-Лаграв (2634) | Крістіан Бауер (2634)      | Павло Трегубов     |
| 7  | Іспанія     | 2650             | Олексій Широв (2739)      | Франсіско Вальєхо Понс (2660) | Мігель Ільєскас (2598)    | Ібрагім Хамракулов (2604)  | Марк Нарсісо Дублан (2546) | Жорді Мажем        |
| 8  | Ізраїль     | 2645             | Еміль Сутовський (2655)   | Борис Аврух (2641)            | Михайло Ройз (2644)       | Ілля Смірін (2639)         | Максим Родштейн (2615)     | Алон Грінфельд     |
| 9  | Нідерланди  | 2637             | Сергій Тівяков (2643)     | Іван Соколов (2673)           | Даніель Стеллваген (2639) | Ерік Ван ден Дул (2593)    | Ервін Л'Амі (2663)         | Герман Хамерс      |
| 10 | Польща      | 2629             | Бартош Соцко (2646)       | Каміль Мітонь (2628)          | Гжегож Гаєвський (2573)   | Радослав Войташек (2635)   | Матеуш Бартель (2608)      | Артур Якубець      |

### Жінки

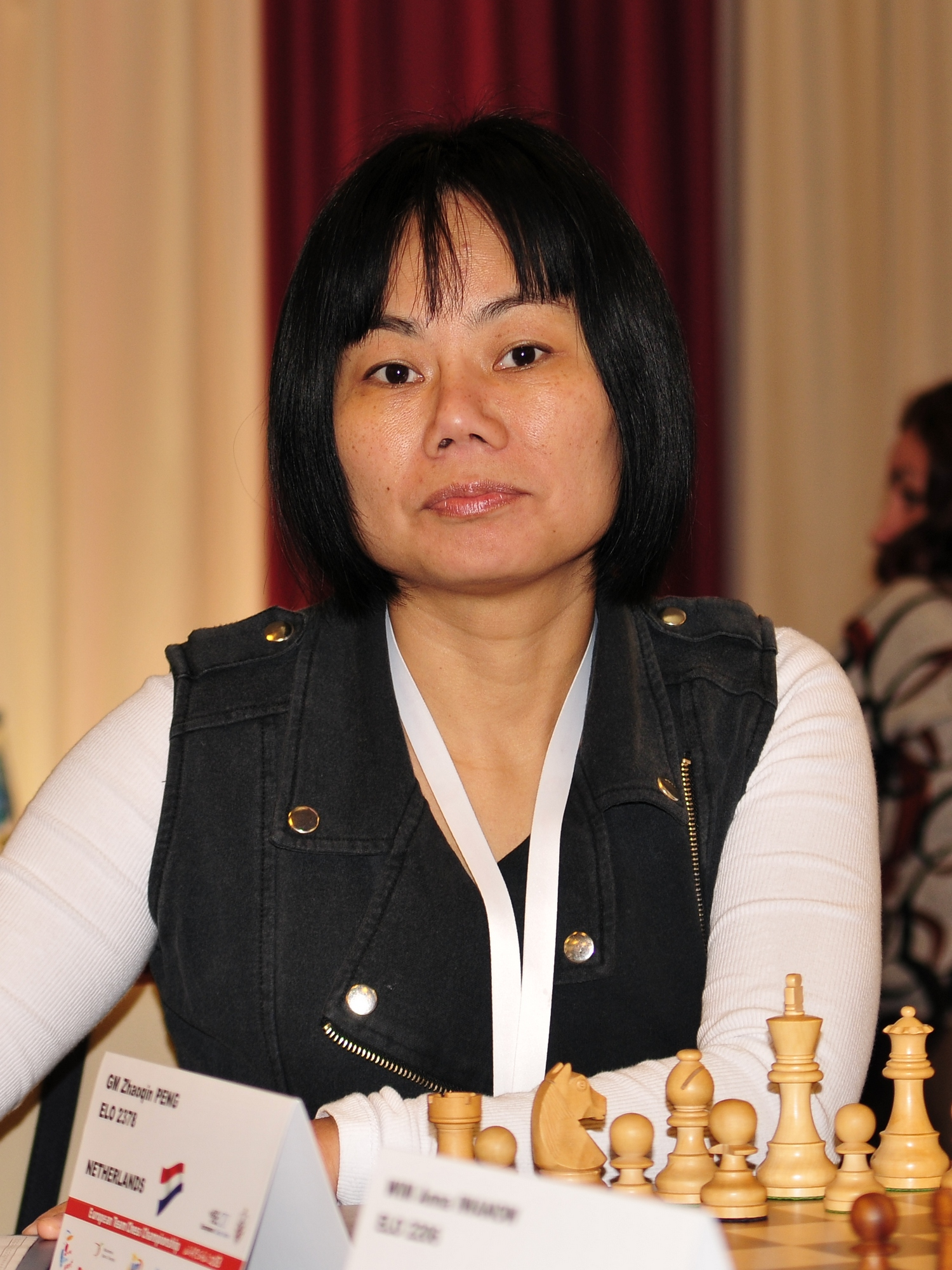
Пен Чжаоцінь

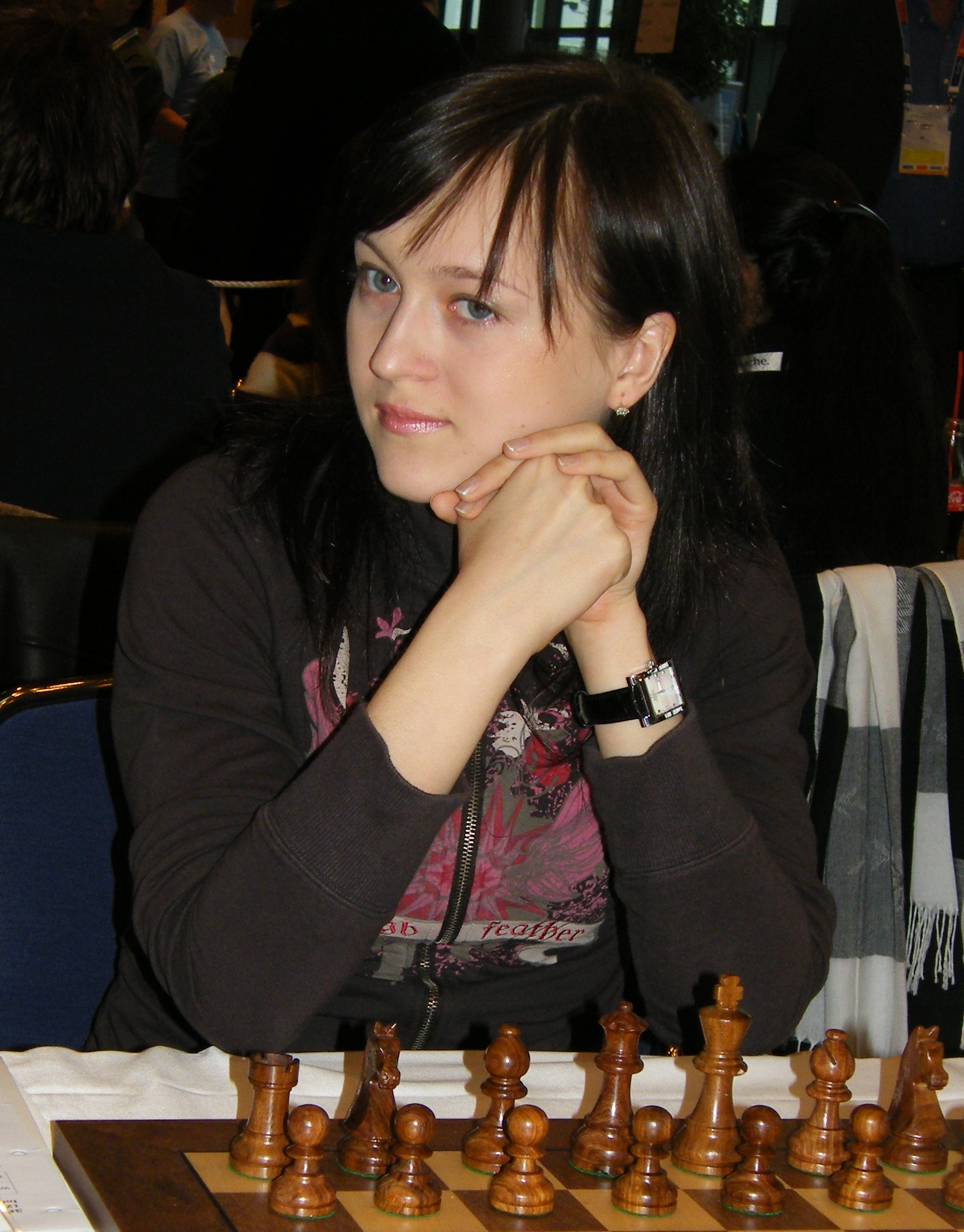
Анна Ушеніна

| №  | Країна     | Середній рейтинг | 1-ша шахівниця             | 2-га шахівниця            | 3-тя шахівниця           | 4-та шахівниця              | Резервна шахівниця       | Капітан           |
| -- | ---------- | ---------------- | -------------------------- | ------------------------- | ------------------------ | --------------------------- | ------------------------ | ----------------- |
| 1  | Росія      | 2481             | Олександра Костенюк (2515) | Тетяна Косинцева (2492)   | Надія Косинцева (2469)   | Катерина Ковалевська (2448) | Катерина Корбут (2443)   | Юрій Дохоян       |
| 2  | Грузія     | 2460             | Майя Чибурданідзе (2500)   | Лейла Джавахішвілі (2474) | Ніно Хурцидзе (2450)     | Нана Дзагнідзе (2416)       | Майя Ломінейшвілі (2409) | Ніно Гуріелі      |
| 3  | Україна    | 2459             | Катерина Лагно (2483)      | Наталя Жукова (2452)      | Анна Ушеніна (2486)      | Інна Гапоненко (2440)       | Тетяна Василевич (2368)  | В'ячеслав Ейнгорн |
| 4  | Франція    | 2401             | Ельміра Скрипченко (2438)  | Сільвія Коллас (2408)     | Софі Мільє (2395)        | Марія Леконте (2364)        | Крістін Флір (2149)      | Арно Ошар         |
| 5  | Угорщина   | 2395             | Хоанг Тхань Чанг (2466)    | Сідонія Вайда (2407)      | Ільдіко Мадл (2381)      | Аніта Гара (2315)           | Тіція Гара (2324)        | Йожеф Хорват      |
| 6  | Польща     | 2393             | Моніка Соцко (2473)        | Івета Райліх (2411)       | Йоланта Завадська (2371) | Йоанна Двораковська (2316)  | Марта Пшездзецька (2259) | Марек Матляк      |
| 7  | Німеччина  | 2376             | Елізабет Петц (2452)       | Кетеван Кахіані (2404)    | Марта Міхна (2375)       | Мелані Оме (2310)           | Мануела Мадер (2203)     | Давид Лобжанідзе  |
| 8  | Нідерланди | 2346             | Пен Чжаоцінь (2419)        | Теа Босбом-Ланчава (2379) | Бьянка Мюрен (2303)      | Петра Шуурман (2281)        | Марліс Бенсдорп (2263)   | Артур Коган       |
| 9  | Сербія     | 2345             | Наташа Бойкович (2428)     | Ірина Челушкіна (2351)    | Ана Бендерач (2328)      | Анжелія Стоянович (2274)    | Марія Ракич (2232)       | Ненад Рістіч      |
| 10 | Вірменія   | 2339             | Еліна Даніелян (2458)      | Ліліт Мкртчян (2402)      | Неллі Агінян (2261)      | Сірануш Андріасян (2234)    | Ліана Агабекян (2190)    | Арсен Егіазарян   |

## Турнірні таблиці

### Чоловіки
Підсумкове турнірне становище.
| Місце |                      | Країна               | + = −  | Ком. очки | Очки | Дод. показник |
| 1     | Росія                | Росія                | +8=1-0 | 17        | 25   | 180,5         |
| 2     | Вірменія             | Вірменія             | +6=2-1 | 14        | 21½  | 175,0         |
| 3     | Азербайджан          | Азербайджан          | +6=1-2 | 13        | 20½  | 183,5         |
| 4     | Польща               | Польща               | +5=2-2 | 12        | 21½  | 165,0         |
| 5     | Україна              | Україна              | +4=4-1 | 12        | 21   | 159,0         |
| 6     | Ізраїль              | Ізраїль              | +5=2-2 | 12        | 20½  | 181,5         |
| 7     | Болгарія             | Болгарія             | +5=1-3 | 11        | 22   | 178,0         |
| 8     | Словенія             | Словенія             | +5=1-3 | 11        | 20½  | 172,0         |
| 9     | Франція              | Франція              | +5=1-3 | 11        | 20   | 186,5         |
| 10    | Угорщина             | Угорщина             | +5=1-3 | 11        | 20   | 181,5         |
| 11    | Іспанія              | Іспанія              | +3=5-1 | 11        | 19   | 184,0         |
| 12    | Данія                | Данія                | +5=1-3 | 11        | 19   | 165,0         |
| 13    | Грузія               | Грузія               | +4=2-3 | 10        | 21½  | 154,5         |
| 14    | Греція               | Греція               | +5=0-4 | 10        | 21   | 147,0         |
| 15    | Чехія                | Чехія                | +4=2-3 | 10        | 20   | 179,0         |
| 16    | Англія               | Англія               | +4=2-3 | 10        | 19½  | 168,5         |
| 17    | Північна Македонія   | Македонія            | +4=2-3 | 10        | 18   | 174,5         |
| 18    | Литва                | Литва                | +4=1-4 | 9         | 20½  | 147,0         |
| 19    | Нідерланди           | Нідерланди           | +3=3-3 | 9         | 19½  | 168,5         |
| 20    | Ісландія             | Ісландія             | +4=1-4 | 9         | 19   | 169,5         |
| 21    | Сербія               | Сербія               | +4=1-4 | 9         | 19   | 165,5         |
| 22    | Норвегія             | Норвегія             | +3=3-3 | 9         | 19   | 161,5         |
| 23    | Німеччина            | Німеччина            | +3=2-4 | 8         | 19½  | 153,0         |
| 24    | Чорногорія           | Чорногорія           | +3=2-4 | 8         | 18   | 164,0         |
| 25    | Швейцарія            | Швейцарія            | +3=2-4 | 8         | 17   | 160,5         |
| 26    | Хорватія             | Хорватія             | +3=2-4 | 8         | 17   | 159,5         |
| 27    | Швеція               | Швеція               | +2=4-3 | 8         | 16½  | 184,5         |
| 28    | Естонія              | Естонія              | +4=0-5 | 8         | 16½  | 162,5         |
| 29    | Італія               | Італія               | +2=4-3 | 8         | 16   | 163,5         |
| 30    | Австрія              | Австрія              | +3=1-5 | 7         | 18½  | 146,5         |
| 31    | Фінляндія            | Фінляндія            | +2=3-4 | 7         | 16½  | 159,0         |
| 32    | Шотландія            | Шотландія            | +3=1-5 | 7         | 13   | 147,5         |
| 33    | Румунія              | Румунія              | +2=2-5 | 6         | 16   | 152,5         |
| 34    | Туреччина            | Туреччина            | +2=2-5 | 6         | 15   | 157,0         |
| 35    | Бельгія              | Бельгія              | +2=2-5 | 6         | 14   | 154,0         |
| 36    | Люксембург           | Люксембург           | +2=2-5 | 6         | 14   | 127,5         |
| 37    | Уельс                | Уельс                | +1=3-5 | 5         | 10   | 140,5         |
| 38    | Кіпр                 | Кіпр                 | +1=2-6 | 4         | 10   | 130,5         |
| 39    | Монако               | Монако               | +0=1-8 | 1         | 9    | 143,0         |
|       | Боснія і Герцеговина | Боснія і Герцеговина |        |           |      |               |

| Місце |                      | Країна               | + = −  | Ком. очки | Очки | Дод. показник |
| 1     | Росія                | Росія                | +6=3-0 | 15        | 25   | 184,5         |
| 2     | Польща               | Польща               | +5=3-1 | 13        | 23½  | 179,5         |
| 3     | Вірменія             | Вірменія             | +5=3-1 | 13        | 21   | 176,0         |
| 4     | Україна              | Україна              | +5=2-2 | 12        | 22½  | 172,5         |
| 5     | Грузія               | Грузія               | +5=2-2 | 12        | 22½  | 166,5         |
| 6     | Словенія             | Словенія             | +5=2-2 | 12        | 20½  | 171,0         |
| 7     | Угорщина             | Угорщина             | +5=1-3 | 11        | 22½  | 172,5         |
| 8     | Румунія              | Румунія              | +4=3-2 | 11        | 20   | 162,5         |
| 9     | Хорватія             | Хорватія             | +4=2-3 | 10        | 21   | 132,0         |
| 10    | Азербайджан          | Азербайджан          | +4=2-3 | 10        | 19   | 173,0         |
| 11    | Німеччина            | Німеччина            | +4=2-3 | 10        | 19   | 170,5         |
| 12    | Нідерланди           | Нідерланди           | +4=2-3 | 10        | 17½  | 188,5         |
| 13    | Франція              | Франція              | +4=2-3 | 10        | 17½  | 181,5         |
| 14    | Іспанія              | Іспанія              | +3=3-3 | 9         | 19½  | 141,0         |
| 15    | Ізраїль              | Ізраїль              | +4=1-4 | 9         | 16½  | 175,5         |
| 16    | Греція               | Греція               | +3=2-4 | 8         | 19   | 152,0         |
| 17    | Чехія                | Чехія                | +3=2-4 | 8         | 18½  | 150,5         |
| 18    | Болгарія             | Болгарія             | +4=0-5 | 8         | 18   | 172,0         |
| 19    | Сербія               | Сербія               | +3=2-4 | 8         | 18   | 162,5         |
| 20    | Швейцарія            | Швейцарія            | +2=4-3 | 8         | 18   | 134,0         |
| 21    | Литва                | Литва                | +2=4-3 | 8         | 16½  | 173,0         |
| 22    | Англія               | Англія               | +4=0-5 | 8         | 14½  | 170,5         |
| 23    | Туреччина            | Туреччина            | +3=1-5 | 7         | 16   | 156,0         |
| 24    | Естонія              | Естонія              | +2=3-4 | 7         | 14½  | 156,0         |
| 25    | Чорногорія           | Чорногорія           | +2=3-4 | 7         | 13½  | 170,5         |
| 26    | Фінляндія            | Фінляндія            | +3=1-5 | 7         | 12   | 152,0         |
| 27    | Австрія              | Австрія              | +1=3-5 | 5         | 16   | 137,0         |
| 28    | Швеція               | Швеція               | +1=3-5 | 5         | 15½  | 139,0         |
| 29    | Греція               | Греція-2             | +0=1-8 | 1         | 6½   | 157,0         |
|       | Боснія і Герцеговина | Боснія і Герцеговина |        |           |      |               |

## Індивідуальні нагороди

### Чоловіки
- Перша шахівниця[3]:

 Петро Свідлер ( Росія) — 85,7 % (6 з 7 очок)

 Магнус Карлсен ( Норвегія) — 72,2 % (6½ з 9 очок) 

 Майкл Адамс ( Англія) — 68,8 % (5½ з 8 очок) 

- Друга шахівниця:

 Олександр Морозевич ( Росія) — 75,0 % (6 з 8 очок)

 Франсіско Вальєхо Понс ( Іспанія) — 72,2 % (6½ з 9 очок) 

 Сергій Карякін ( Україна) — 68,8 % (5½ з 8 очок) 

- Третя шахівниця:

 Михайло Ройз ( Ізраїль) — 78,6 % (5½ з 7 очок) 

 Гжегож Гаєвський ( Польща) — 78,6 % (5½ з 7 очок) 

 Леван Панцулая ( Грузія) — 75,0 % (6 з 8 очок) 

- Четверта шахівниця:

 Ріхо Лійва ( Естонія) — 72,2 % (6½ з 9 очок) 

 Євген Алексєєв ( Сербія) — 71,4 % (5 з 7 очок) 

 Александр Делчев ( Болгарія) — 68,8 % (5½ з 8 очок) 

- Резервна шахівниця:

 Дмитро Яковенко ( Словенія) — 68,8 % (5½ з 8 очок) 

 Олександр Арещенко ( Україна) — 68,8 % (5½ з 8 очок) 

 Понтус Карлссон ( Швеція) — 66,7 % (6 з 9 очок) 

#### Шахісти з найкращим перфомансом
Петро Свідлер ( Росія) — 2989 

 Олександр Морозевич ( Росія) — 2855 

 Михайло Ройз ( Ізраїль) — 2855 

### Жінки
- Перша шахівниця[4]:

 Пен Чжаоцінь ( Нідерланди) — 72,2 % (6½ з 9 очок) 

 Еліна Даніелян ( Вірменія) — 72,2 % (6½ з 9 очок) 

 Олександра Костенюк ( Росія) — 68,8 % (5½ з 8 очок) 

- Друга шахівниця:

 Катержина Нємцова ( Чехія) — 83,3 % (7½ з 9 очок) 

 Івета Райліх ( Польща) — 72,2 % (6½ з 9 очок) 

 Тетяна Косинцева ( Росія) — 68,8 % (5½ з 8 очок) 

- Третя шахівниця:

 Анна Ушеніна ( Україна) — 71,4 % (5 з 7 очок) 

 Гундула Хайнац ( Швейцарія) — 71,4 % (5 з 7 очок) 

 Надія Косинцева ( Росія) — 68,8 % (5½ з 8 очок) 

- Четверта шахівниця:

 Нана Дзагнідзе ( Грузія) — 81,3 % (6½ з 8 очок) 

 Райна Саргач ( Хорватія) — 75,0 % (6 з 8 очок) 

 Єкатеріні Факіріду ( Греція) — 72,2 % (6½ з 9 очок)

- Резервна шахівниця:

 Дафнае Трухільо Дельгадо ( Іспанія) — 75,0 % (4½ з 6 очок)

 Катерина Корбут ( Росія) — 71,4 % (5 з 7 очок)

 Майя Ломінейшвілі ( Грузія) — 54,3 % (4½ з 7 очок) 

#### Шахістки з найкращим перфомансом
Пен Чжаоцінь ( Нідерланди) — 2597 

 Олександра Костенюк ( Росія) — 2587 

 Івета Райліх ( Польща) — 2573

 Еліна Даніелян ( Вірменія) — 2573